# Copa Argentina (fútbol)
La Copa Argentina es una competición oficial organizada anualmente por la Asociación del Fútbol Argentino, que se disputa por el sistema de eliminación directa y en el que participan equipos de las cinco categorías oficiales del fútbol argentino. El ganador obtiene la clasificación para la Copa Libertadores y participa de la disputa de la Supercopa Argentina contra el campeón del Campeonato de Primera División.
El actual campeón es el Club Atlético Central Córdoba de Santiago del Estero tras derrotar por 1:0 al Club Atlético Vélez Sarsfield de Buenos Aires el 11 de diciembre de 2024, logrando su primer título oficial en la competencia y en la historia del club. 
El Club Atlético Boca Juniors es el equipo más laureado de la competencia con cuatro conquistas, también fue el primer campeón de la competencia, lográndolo en la edición de 1969; además, el xeneize y Rosario Central son los equipos con más finales disputadas, cuatro para cada uno.

## Historia
Hay un antecedente de este tipo de competencia, llamada Copa de la República y disputada solamente en tres oportunidades: 1943, 1944 y 1945.
Ya a fines de la década de 1960, a partir de un nuevo torneo internacional, llamado Recopa Sudamericana de Clubes y organizado por la Confederación Sudamericana de Fútbol en 1970 como la equivalencia, para América del Sur, de la Recopa de la UEFA, la AFA resolvió organizar, durante 1969, una competición de copa, cuyo ganador clasificaría a la Recopa Sudamericana de Clubes 1970. Fue disputada por 32 equipos, por eliminación directa, en enfrentamientos de ida y vuelta, y el que obtenía más puntos clasificaba a la siguiente ronda. Si ambos equipos finalizaban con la misma cantidad de puntos, el vencedor se determinaba por la suma de goles, el menor número total de goles en contra o un sorteo.

### Primera edición: 1969
Todos los equipos de la Primera División de Argentina participaron en la competición, a excepción de los ya clasificados para la Copa Libertadores 1969: Vélez Sarsfield y River Plate, campeón y subcampeón del Torneo Nacional 1968, y Estudiantes de La Plata, campeón de la Copa Libertadores 1968. A ellos se agregaron: Almagro, campeón de Primera B de la temporada 1968, y doce invitados del resto del país.
Boca Juniors y Atlanta jugaron la final del torneo, que fue conquistado por los primeros, con un resultado global de 3-2, obteniendo la clasificación a la Recopa Sudamericana de Clubes. Sin embargo, como después Boca Juniors ganó el Torneo Nacional 1969 y clasificó a la Copa Libertadores 1970, Atlanta, como subcampeón, fue quien finalmente representó a la AFA en el torneo internacional.

### Segunda edición: 1970
Excluyendo a los equipos que habían conseguido la clasificación a la Copa Libertadores 1971, Boca Juniors y River Plate, campeón y subcampeón del Nacional de 1969, y Estudiantes de La Plata, que ganó la Copa Libertadores 1969, todos los clubes de la Primera División de Argentina participaron de la competencia. El campeón de la Primera B, Ferro Carril Oeste, también formó parte del torneo, junto con 13 equipos de las ligas regionales.
La Copa Argentina 1970 no concluyó: 32 equipos participaron de la competición, y llegaron a la final San Lorenzo y Vélez Sarsfield. El torneo se jugó a lo largo de ese año y, a partir de marzo de 1970, se confirmó que el partido de ida de la final se jugaría en marzo de 1971. En ese momento, la Recopa Sudamericana de Clubes, a la que clasificaba el ganador de la Copa Argentina, ya había comenzado. Además, como Huracán Buceo y Deportes Concepción, los otros dos clubes que integraban el grupo con el representante argentino en el torneo internacional, no habían confirmado su participación, la Conmebol anunció que la llamada «Copa Ganadores de Copa» se convertiría en un torneo de carácter amistoso. Después del partido de ida de la final, donde San Lorenzo y Vélez Sarsfield igualaron 2-2, el partido de vuelta nunca se disputó, el torneo quedó inconcluso y no hubo equipos argentinos participantes en la Recopa Sudamericana de Clubes 1971.

### Reedición del torneo
En agosto de 2010, se adelantó la posibilidad de reeditar la disputa de la Copa en 2011. El 18 de mayo de ese año se presentó el proyecto de la competición, con el aliciente de clasificar al ganador a la Copa Sudamericana 2012.
Existe una discusión sobre si se trata de la misma «Copa de Argentina» disputada en 1969 y 1970. Esa discusión aún no ha sido saldada, ya que de las publicaciones de AFA y de su documentación no se desprende claramente que se trate de copas diferentes o de la reedición de la misma con un nuevo formato, que amplía el número de participantes. En el sitio oficial de la Copa se llama a la edición 2022 indistintamente como "la décima edición" y "la décima edición de la era moderna" de la Copa Argentina.
Para el relanzamiento del torneo, se diseñó un nuevo trofeo. El mismo fue realizado en aluminio en la fábrica de Norberto Ambrosetti, de la ciudad de Lobos. El torneo fue organizado por el agente comercial de la AFA, Santa Mónica, con los mismos auspiciantes y un contrato con la compañía Adidas. Se jugó desde el 31 de agosto de 2011 hasta el 8 de agosto de 2012 y participaron los 20 clubes de la Primera B Nacional y los 20 de la temporada oficial de Primera División, más la totalidad de los equipos de la Primera B, la Primera C y la Primera D; y de los campeonatos organizados por el Consejo Federal: el Torneo Argentino A y Torneo Argentino B, más dos equipos de las provincias que no tenían participantes en dichas competiciones (La Rioja y Tierra del Fuego), que clasificaron en una ronda previa.

## Características

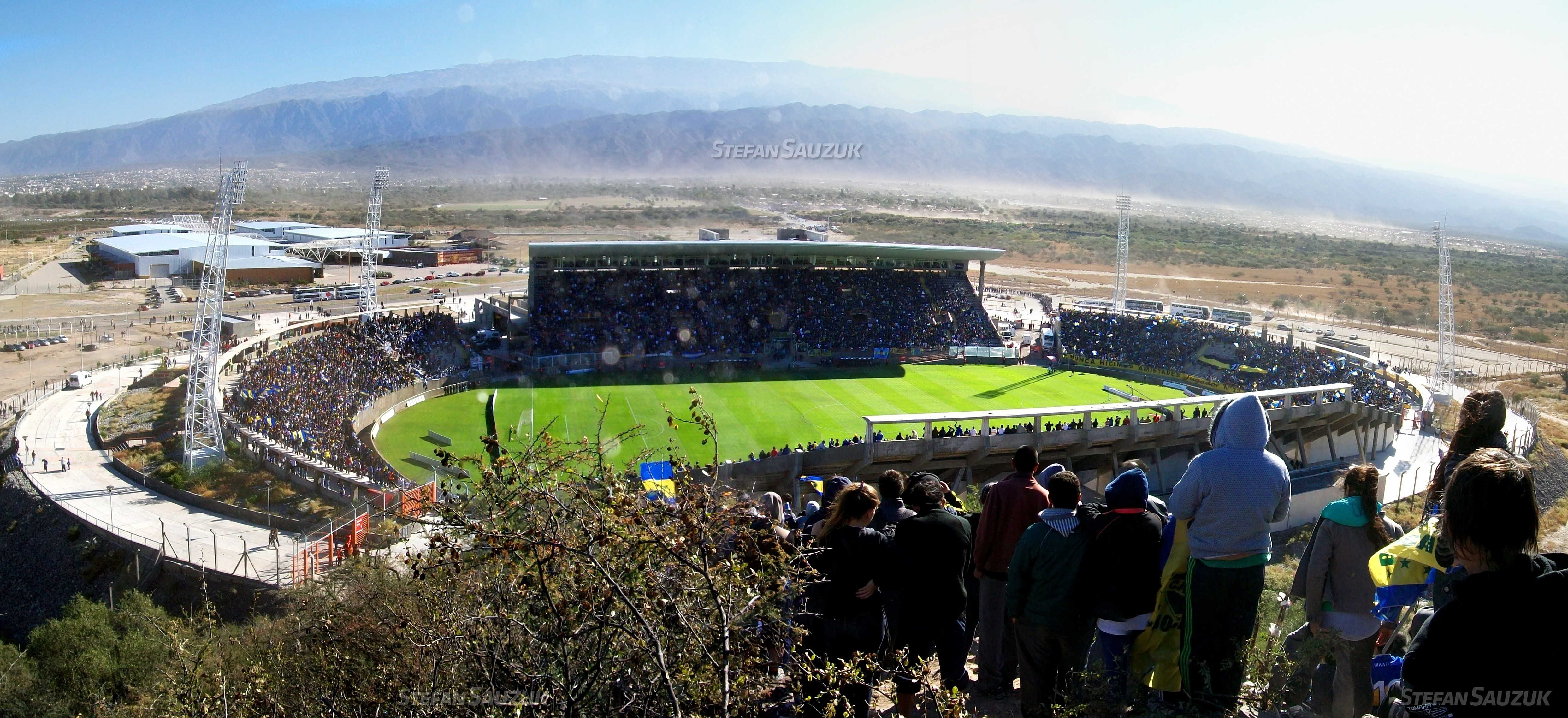
El estadio Bicentenario Ciudad de Catamarca, sede habitual de la Copa Argentina, albergó la final de la edición 2012-13.

### Formato
El formato de la fase final de la Copa Argentina no ha variado a lo largo de las distintas ediciones, en la que todas las instancias son de eliminación directa y a partido único. Si finaliza empatado, se define por tiros desde el punto penal.
En su fase final, participan 64 equipos que se van eliminando hasta acceder al partido decisivo, en el que se decide el campeón.

### Sedes
El sistema de elección de estadios para la Copa Argentina es relativo. Los partidos se realizan en cancha neutral, en distintos escenarios de todo el país.

## Finales
| Edición | Campeón               | Resultado   | Subcampeón              | Sede del partido                                                       | Equipos Participantes |
| ------- | --------------------- | ----------- | ----------------------- | ---------------------------------------------------------------------- | --------------------- |
| 1969    | Boca Juniors          | 3:1 / 0:1   | Atlanta                 | Estadio El Gasómetro, Buenos Aires                                     | 32                    |
| 2011-12 | Boca Juniors          | 2:1         | Racing Club             | Estadio San Juan del Bicentenario, San Juan                            | 148                   |
| 2012-13 | Arsenal               | 3:0         | San Lorenzo             | Estadio Bicentenario de Catamarca, San Fernando del Valle de Catamarca | 224                   |
| 2013-14 | Huracán               | (5) 0:0 (4) | Rosario Central         | Estadio San Juan del Bicentenario, San Juan                            | 261                   |
| 2014-15 | Boca Juniors          | 2:0         | Rosario Central         | Estadio Mario Alberto Kempes, Córdoba                                  | 270                   |
| 2015-16 | River Plate           | 4:3         | Rosario Central         | Estadio Mario Alberto Kempes, Córdoba                                  | 75                    |
| 2016-17 | River Plate           | 2:1         | Atlético Tucumán        | Estadio Malvinas Argentinas, Mendoza                                   | 99                    |
| 2017-18 | Rosario Central       | (4) 1:1 (1) | Gimnasia y Esgrima (LP) | Estadio Malvinas Argentinas, Mendoza                                   | 100                   |
| 2018-19 | River Plate           | 3:0         | Central Córdoba (SdE)   | Estadio Malvinas Argentinas, Mendoza                                   | 87                    |
| 2019-20 | Boca Juniors          | (5) 0:0 (4) | Talleres (C)            | Estadio Único Madre de Ciudades, Santiago del Estero                   | 77                    |
| 2022    | Patronato             | 1:0         | Talleres (C)            | Estadio Malvinas Argentinas, Mendoza                                   | 64                    |
| 2023    | Estudiantes (LP)      | 1:0         | Defensa y Justicia      | Estadio Ciudad de Lanús, Lanús                                         | 64                    |
| 2024    | Central Córdoba (SdE) | 1:0         | Vélez Sarsfield         | Estadio 15 de Abril, Santa Fe                                          | 64                    |

## Palmarés
| Equipo                  | Campeón | Subcampeón | Ediciones campeón               | Ediciones subcampeón      |
| ----------------------- | ------- | ---------- | ------------------------------- | ------------------------- |
| Boca Juniors            | 4       | -          | 1969, 2011-12, 2014-15, 2019-20 |                           |
| River Plate             | 3       | -          | 2015-16, 2016-17, 2018-19       | -                         |
| Rosario Central         | 1       | 3          | 2017-18                         | 2013-14, 2014-15, 2015-16 |
| Central Córdoba (SdE)   | 1       | 1          | 2024                            | 2018-19                   |
| Arsenal                 | 1       | -          | 2012-13                         | -                         |
| Estudiantes (LP)        | 1       | -          | 2023                            | -                         |
| Huracán                 | 1       | -          | 2013-14                         | -                         |
| Patronato               | 1       | -          | 2022                            | -                         |
| Talleres (C)            | -       | 2          | -                               | 2019-20, 2022             |
| Atlanta                 | -       | 1          | -                               | 1969                      |
| Atlético Tucumán        | -       | 1          | -                               | 2016-17                   |
| Defensa y Justicia      | -       | 1          | -                               | 2023                      |
| Gimnasia y Esgrima (LP) | -       | 1          | -                               | 2017-18                   |
| Racing Club             | -       | 1          | -                               | 2011-12                   |
| San Lorenzo             | -       | 1          | -                               | 2012-13                   |
| Vélez Sarsfield         | -       | 1          | -                               | 2024                      |

## Goleadores

### Por torneo
| Edición | Jugador              | Goles | Equipo                |
| ------- | -------------------- | ----- | --------------------- |
| 1969    | Daniel Quevedo       | 7     | Lanús                 |
| 1970    | Rubén Ayala          | 5     | San Lorenzo           |
| 1970    | Néstor Subiat        | 5     | Platense              |
| 2011-12 | Ramón Ábila          | 3     | Huracán               |
| 2011-12 | Neri Bandiera        | 3     | Sarmiento (R)         |
| 2011-12 | Fernando Benítez     | 3     | Atlético Paraná       |
| 2011-12 | Joaquín Cabral       | 3     | Rivadavia (L)         |
| 2011-12 | Mauro Conocchiari    | 3     | Sportivo Belgrano     |
| 2011-12 | Gonzalo Garavano     | 3     | Atlético Tucumán      |
| 2011-12 | Matías Recio         | 3     | Sarmiento (R)         |
| 2012-13 | Daniel Bazán Vera    | 5     | Tristán Suárez        |
| 2013-14 | Mariano Gorosito     | 5     | Luján                 |
| 2013-14 | Walter Ibáñez        | 5     | Sanjustino            |
| 2014-15 | Luis Luna            | 5     | Vélez Sarsfield (SR)  |
| 2015-16 | Lucas Alario         | 7     | River Plate           |
| 2016-17 | Maximiliano Tunessi  | 7     | Sol de Mayo           |
| 2017-18 | Héctor Rueda         | 5     | Deportivo Rincón      |
| 2017-18 | Luis Silba           | 5     | Sarmiento (R)         |
| 2018-19 | Cristian Duma        | 4     | Douglas Haig          |
| 2019-20 | Michael Santos       | 4     | Talleres (C)          |
| 2022    | Jesús Dátolo         | 4     | Banfield              |
| 2022    | Marcelo Estigarribia | 4     | Patronato             |
| 2023    | Gabriel Ávalos       | 3     | Argentinos Juniors    |
| 2023    | Enzo Fernández       | 3     | Almagro               |
| 2023    | Miguel Merentiel     | 3     | Boca Juniors          |
| 2024    | Rodrigo Atencio      | 4     | Central Córdoba (SdE) |
| 2024    | Edinson Cavani       | 4     | Boca Juniors          |

Fuente: copaargentina.org

### Por jugador
Considerando las ediciones disputadas en la segunda etapa.
| Pos. | Jugador            | Goles |
| ---- | ------------------ | ----- |
| 1.º  | Ramón Ábila        | 15    |
| 2.º  | Martín Cauteruccio | 12    |
| 2.º  | Luis Silba         | 12    |
| 4.°  | Ignacio Scocco     | 11    |
| 5.º  | Ignacio Fernández  | 10    |
| 5.º  | Nicolás Blandi     | 10    |
| 7.°  | Darío Benedetto    | 9     |
| 7.°  | José Sand          | 9     |
| 7.°  | Federico Girotti   | 9     |
| 10.° | Gonzalo Martínez   | 8     |
| 10.° | Jonathan Herrera   | 8     |
| 10.° | Juan Amieva        | 8     |
| 10.° | Lucas Alario       | 8     |
| 10.° | Marco Ruben        | 8     |

## Entrenadores campeones
| Edición | Equipo                | Entrenador           |
| ------- | --------------------- | -------------------- |
| 1969    | Boca Juniors          | Alfredo Di Stéfano   |
| 2011-12 | Boca Juniors          | Julio César Falcioni |
| 2012-13 | Arsenal               | Gustavo Alfaro       |
| 2013-14 | Huracán               | Néstor Apuzzo        |
| 2014-15 | Boca Juniors          | Rodolfo Arruabarrena |
| 2016-16 | River Plate           | Marcelo Gallardo     |
| 2016-17 | River Plate           | Marcelo Gallardo     |
| 2017-18 | Rosario Central       | Edgardo Bauza        |
| 2018-19 | River Plate           | Marcelo Gallardo     |
| 2019-20 | Boca Juniors          | Sebastián Battaglia  |
| 2022    | Patronato             | Facundo Sava         |
| 2023    | Estudiantes (LP)      | Eduardo Domínguez    |
| 2024    | Central Córdoba (SdE) | Omar De Felippe      |

## Récords
- Mayor goleada: Independiente 8-0 Central Ballester (Treintaidosavos de final, 2017-18).
- Más goles de un equipo en un partido: Independiente 8-0 Central Ballester (Treintaidosavos de final, 2017-18).
- Partido con más goles: Chaco For Ever 7-4 Sanjustino (Fase Inicial Regional III, 2013-14).
- Definición por penales más extensa: Deportivo Montecaseros 0-0 (13-14) Atlético Palmira (Fase Preliminar Regional I, 2013-14).